# Studia z Geografii Politycznej i Historycznej
Studia z Geografii Politycznej i Historycznej – czasopismo naukowe wydawane przez Wydawnictwo Uniwersytetu Łódzkiego oraz przez Katedrę Geografii Politycznej, Historycznej i Studiów Regionalnych Uniwersytetu Łódzkiego.

## O czasopiśmie
Studia z Geografii Politycznej i Historycznej przedstawiają zagadnienia teoretyczne i empiryczne podejmowane przez każdą z tytułowych dyscyplin. Ich usytuowanie na pograniczu nauk humanistycznych, społecznych i przyrodniczych nadaje profilowi merytorycznemu pisma interdyscyplinarny charakter. Periodyk wydawany jest przez Katedrę Geografii Politycznej, Historycznej i Studiów Regionalnych Uniwersytetu Łódzkiego. Odzwierciedla profil naukowy tej jednostki i zainteresowania badawcze jej pracowników. Na łamach pisma swoje studia i materiały publikują badacze wywodzący się z łódzkiego ośrodka akademickiego, a także innych ośrodków polskich i zagranicznych, których zainteresowania naukowe koncentrują się na szeroko rozumianej problematyce geograficzno-politycznej i geograficzno-historycznej. Poszczególne tomy są tematyczne.
Wszystkie numery są recenzowane zgodnie z modelem double-blind review. Wszystkie artykuły dostępne są w Otwartym Dostępie (Open Access) na licencji CC BY-NC-ND.

## Rada Naukowa

### Członkowie krajowi
- Kazimierz Badziak (Uniwersytet Łódzki)
- Marek Barwiński (Uniwersytet Łódzki)
- Zbigniew Długosz (Uniwersytet Komisji Edukacji Narodowej w Krakowie)
- Piotr Eberhardt (Instytut Geografii i Przestrzennego Zagospodarowania im. Stanisława Leszczyckiego Polskiej Akademii Nauk)
- August Grabski (Żydowski Instytut Historyczny)
- Marek Koter, przewodniczący rady (Uniwersytet Łódzki)
- Roman Matykowski (Uniwersytet im. Adama Mickiewicza w Poznaniu)
- Bogumił Szady (Katolicki Uniwersytet Lubelski Jana Pawła II)
- Jan Wendt (Uniwersytet Gdański)

### Członkowie zagraniczni
- Elena del’Agnese (Uniwersytet w Mediolanie-Bicocca, Italy)
- Sokol Axhemi (Uniwersytet w Tiranie, Albania)
- László Békési (Uniwersytet M. Korwina w Budapeszcie, Hungary)
- Gideon Biger (Uniwersytet w Tel-Avivie, Israel)
- Vidmantas Daugirdas, do 2019 (Litewskie Centrum Badań Społecznych w Wilnie, Lithuania)
- Barbara A. Despiney-Żochowska (Centrum Ekonomii Uniwersytetu Paryż I – Sorbona, France)
- Giorgi Gogsadze (Państwowy Uniwersytet Iw. Dżawachiszwili w Tbilisi, Georgia)
- Ann Kennard (Uniwersytet Anglii Zachodniej w Bristolu, Britain)
- Alexandru Ilieş (Uniwersytet w Oradei, Romania)
- Jan D. Markusse (Uniwersytet w Amsterdamie, Netherlands)
- Rene Matlovič (Uniwersytet w Preszowie, Slovakia)
- William Stanley (Uniwersytet Karoliny Południowej w Columbii, USA)
- Ernest Steinicke (Uniwersytet w Innsbrucku, Austria)
- Alessandro Vitale (Uniwersytet w Mediolanie, Italy)
- Jernej Zupančič (Uniwersytet w Lublanie, Slovenia)

## Redaktorzy
- Andrzej Rykała, red. naczelny (Uniwersytet Łódzki)
- Tomasz Figlus, sekretarz redakcji (Uniwersytet Łódzki)

### Redaktorzy tematyczni
- Krzysztof Woźniak (Uniwersytet Łódzki) – geografia historyczna
- Marek Sobczyński (Uniwersytet Łódzki) – geografia polityczna
- Iwona Jażdżewska (Uniwersytet Łódzki) – redaktor statystyczny
- Krystyna Krawiec-Złotkowska (Akademia Pomorska w Słupsku) – redaktor językowy (język polski)
- Maria Maciejewska (Uniwersytet Łódzki) – redaktor językowy (język angielski)

## Bazy
- BazHum
- CEEOL
- CEJSH
- DOAJ (Directory of Open Access Journals)
- EBSCO
- ERIH PLUS
- Index Copernicus